# Interceptor Force 2
Série
Interceptors
Pour plus de détails, voir Fiche technique et Distribution.
Interceptor Force 2 est un téléfilm américain réalisé par Phillip J. Roth et diffusé sur Syfy le 30 novembre 2002. Il s'agit de la suite du film Interceptors.
Il a été diffusé en France le 9 juin 2008 sur Syfy Universal.

## Synopsis
Un vaisseau spatial s'est écrasé dans le nord de la Russie. L'équipe de Sean est dépêchée sur place pour enquêter. L'alien est décidé à faire exploser une centrale nucléaire sans parler du fait qu'il est aussi décidé à se venger de Sean. Ce dernier est responsable de la mort de sa compagne quatre ans plus tôt.

## Fiche technique
- Réalisateur : Phillip J. Roth
- Scénariste : Patrick Phillips
- Musique : Anthony Riparetti
- Photographe : Todd Baron
- Montage : Ken Peters
- Création des décors : Kes Bonnet
- Direction artistique : Borislav Mihailovski
- Création des costumes : Irina Kotcheva
- Maquillages spéciaux : Francie Hart
- Supervision des effets visuels : David Ridlen et Alvaro Villagomez
- Producteurs : Jeffery Beach et Phillip J. Roth
- Coproducteurs : T.J. Sakasegawa et Plamen Voynovsky
- Producteurs exécutifs : Michael Braun, James Hollensteiner, Thomas J. Niedermeyer Jr., Ken Olandt, Richard Smith et Thomas P. Vitale
- Coproducteur exécutif : David Bursteen
- Sociétés de production :  Unified Film Organization (UFO)
- Société de distribution : The Sci-Fi Channel
- Ratio écran : 1,33:1
- Image : Couleurs
- Son : Stéréo
- Format négatif : 35 mm
- Pays :  États-Unis  Bulgarie
- Langue : anglais
- Genre : Science-fiction
- Durée : 90 minutes
- Année de sortie : 2002 aux  États-Unis

## Distribution
- Olivier Gruner : Lieutenant Sean Lambert
- Roger Cross : Nathan McCallister
- Adrienne Wilkinson : Dawn DeSilvia
- Elizabeth Gracen : Adriana Sikes
- Alex Jolig : Bjorn Hatch
- Eve Scheer : La femme
- Nigel Bennett : Jack Bavaro
- Richard Gnolfo : Jenkins
- Hristo Chopov : Gorshkov
- Vladimir Kolev : Premier officier
- Maxim Genchev : Burly
- Julian Vergov : Le chef des rebelles
- Georgi Borissov : Dimitrii
- Georgi Hristo Ivanov : Sergey
- Alan Austin : Le président

## DVD
Le film est sorti avec un titre différent sur le support DVD en France :
- Alpha Force (DVD-5 Keep Case) sorti le 4 juin 2009 édité et distribué par First International Production. Le ratio écran est en 1.33:1 plein écran. L'audio est en Français 5.1 sans sous-titres. En supplément la bande annonce du film. Il s'agit d'une édition Zone 2 Pal[2].